# Stade Egao Kenkō
Pour les articles homonymes, voir Kenko (homonymie).
Le Stade Egao Kenkō (えがお健康スタジアム, Egao Kenkō Sutajiamu), est un stade multifonction situé dans l'arrondissement de Higashi-ku à Kumamoto, au Japon. Sa capacité est de 32 000 places.

## Histoire
Le Kumamoto Athletics Stadium est ouvert en mars 1998.
Il est principalement utilisé pour des matchs de football, en étant l'enceinte du Roasso Kumamoto depuis 2005, mais il accueille aussi certains matchs de rugby en Top League.
En 2007, le Roasso Kumamoto est promu en J. League 2, et le stade Egao Kenkō peut jouer un rôle important dans l'ascension du club.
À partir du 1er février 2017, le stade change de nom et s'appelle désormais le stade Egao Kenkō (えがお健康スタジアム), abrégé en Sta Egao えがおスタ, pour un naming de quatre ans.
Le stade fait partie des douze stades hôtes de la coupe du monde de rugby à XV 2019, la première coupe du monde organisée en Asie, sous le nom de stade de Kumamoto.